# Sunny day Holiday
『Sunny day Holiday』（サニー・デイ・ホリデー）は、松任谷由実（ユーミン）の31枚目のシングル。1997年11月12日に東芝EMIからリリースされた（TODT-5070）。29枚目のオリジナルアルバム『スユアの波』に、「Sunny day Holiday」はalbum mixを、「夢の中で〜We are not alone, forever」はalbum versionを収録。

## 解説
- 1997年のフジテレビ系ドラマ『成田離婚』のテーマソングとなった先行シングル[2]。この作品が8cmシングルCDで発売される最後の作品となった。初回盤のみオレンジ色のトレーが使われている。
- カップリングの「夢の中で〜We are not alone, forever」は、1997年に公開された『時をかける少女』の主題歌。アルバムに収録される際には1番のAメロの歌詞が「冬の朝」から「夢の人」と変更されている。
- オリコンチャートの登場週数は8週[2]、チャート最高順位は週間10位、累計9.5万枚のセールスを記録した[1]。

## 収録曲
1. Sunny day Holiday（single mix）
2. 夢の中で〜We are not alone, forever（映画ヴァージョン） -In My Dreams - We Are Not Alone, Forever-[3]
3. Sunny day Holiday（オリジナル・カラオケ）
4. 夢の中で〜We are not alone, forever（オリジナル・カラオケ）

作詞・作曲：松任谷由実　編曲：松任谷正隆

## 参加ミュージシャン
- キーボード&プログラミング：松任谷正隆
- シンセサイザー・プログラミング：山中雅文
- ドラム：Mike Baird（#1）
- ベース：Leland Sklar（#1）
- エレクトリック・ギター：Dean Parks（#1）、松原正樹（#2）
- アコースティック・ギター：Dean Parks（#1）、吉川忠英（#2）
- パーカッション：Michael Fisher
- フリューゲル・ホルン：数原晋（#2）
- ヴァイオリン：Sid Page、Charlie Bisharat、Harris Goldman、Alan Grunfald、Ezra Kliger、Vladimir Polimatidi、Katia Popov、Barbra Porter、Michael Richards、Bob Sanov、Mark Sazer、Eve Sprecher、Ed Stain、Olivia Tsui
- ヴィオラ：Bob Becker、Matt Funes、Cynthia Morrow、Carole Mukogawa
- チェロ：Suzie Katayama、Larry Corbett、Steve Richards、Don Smith